# Billete (documento)

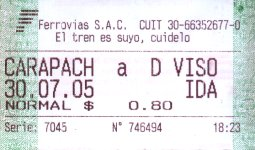
Billete de ferrocarril

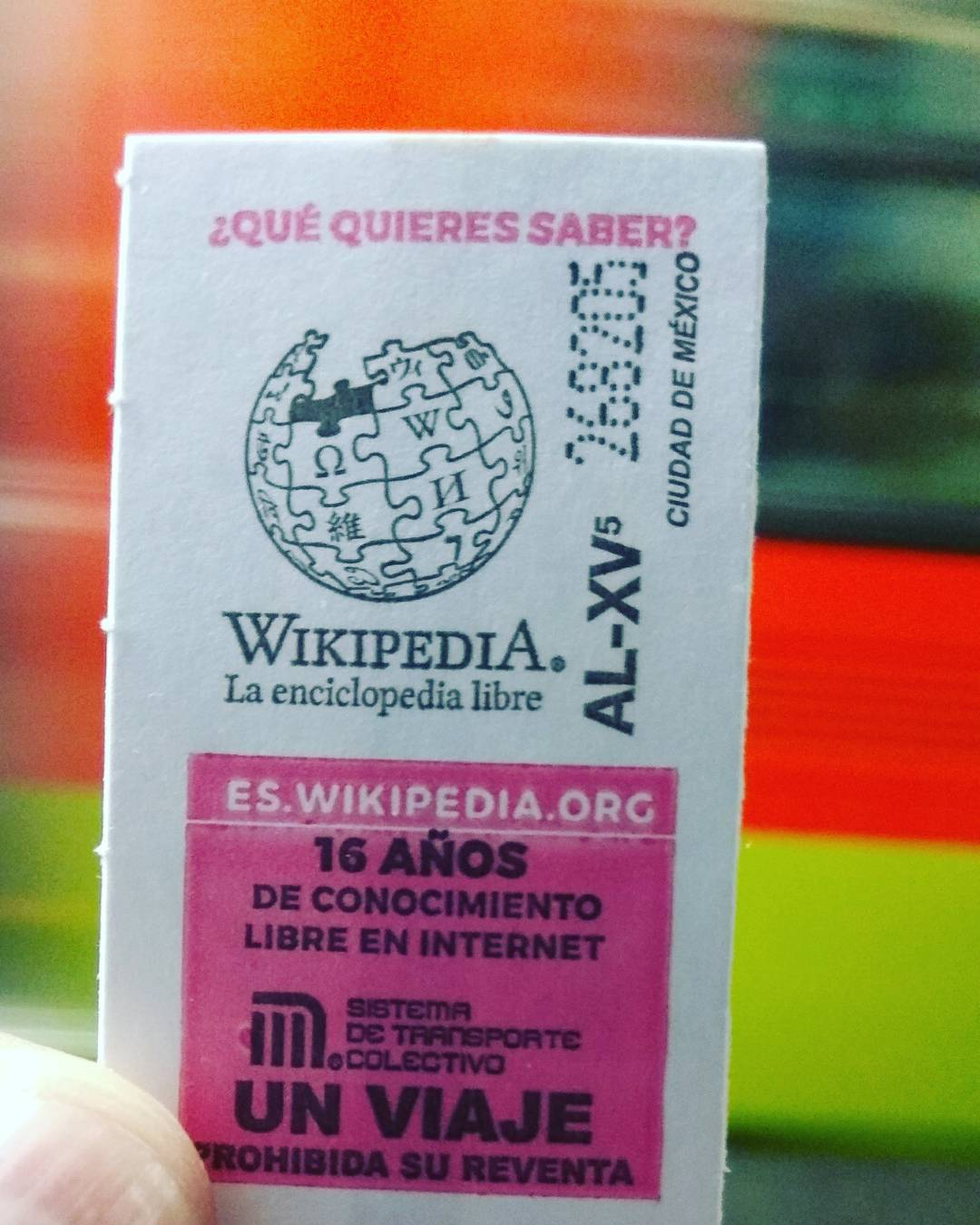
Boleto del Metro de la Ciudad de México que conmemora el decimosexto aniversario de Wikipedia.

Un billete (galicismo de billet) o boleto es un documento que da derecho para entrar u ocupar asiento en alguna parte o para viajar en un tren o en un vehículo cualquiera, o que acredita participación en una rifa o lotería, o que representa cantidades de numerario. Así, son billetes, entre otros, el título para acceder a un recinto, los títulos de transporte o los billetes de lotería. En Hispanoamérica, los que tienen que ver con el transporte reciben el viejo nombre español de boleto.
Tratándose de la Lotería Nacional de España, un billete es cada uno de los números que conforman una serie de un sorteo. Cada billete de lotería se divide, a su vez, en diez décimos. En México, en la Lotería Nacional para la Asistencia Pública, cada uno de los fragmentos también se llama billete.